# Filme de ação

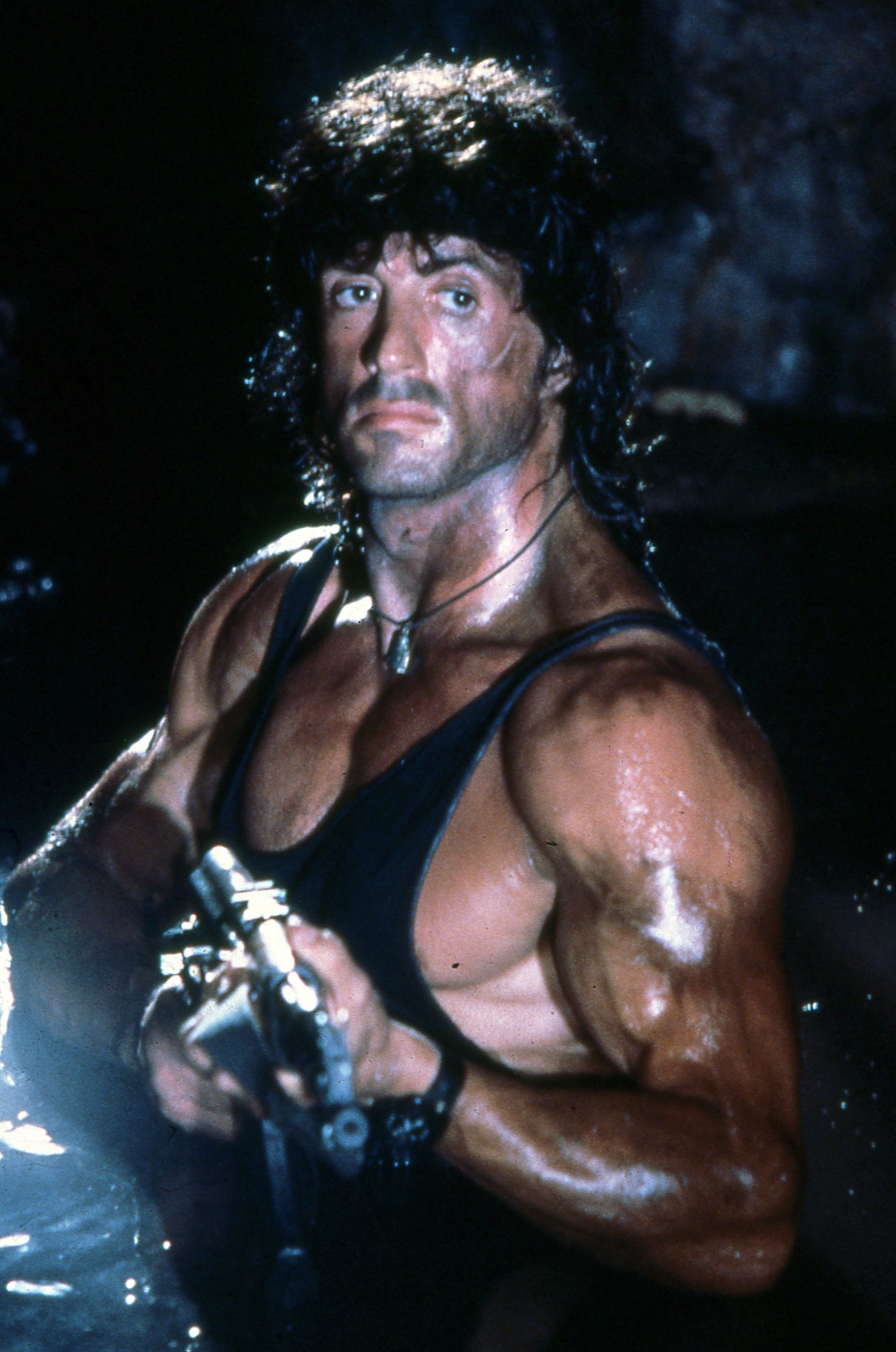
Sylvester Stallone como John Rambo em Rambo III (1988). O filme foi lançado na década em que o termo "ação" se tornou um gênero próprio e único, rotineiramente em termos de promoção e críticas de filmes.

Um filme de ação ou filme de acção é um gênero de filme protagonizado por um herói de ação e que apresenta predominantemente sequências de perseguição, lutas, tiroteios, explosões e acrobacias de dublês. As especificidades do que constitui um filme de ação estão em debate acadêmico desde a década de 1980. Enquanto alguns estudiosos como David Bordwell sugeriram que eram filmes que favorecem o espetáculo à narrativa, outros, como Goeff King, afirmaram que permitem que as cenas do espetáculo estejam em sintonia com a narração de histórias. Os filmes de ação costumam ser híbridos com outros gêneros, misturando-se em várias formas, desde comédias, filmes de ficção científica e filmes de terror.
Geralmente são superproduções com alta tecnologia que recorrem frequentemente ao uso de dublês e efeitos especiais. Exemplos de filme de ação são Moscou contra 007, True Lies, John Wick 4: Baba Yaga e Rambo 2: A Missão.

## Características

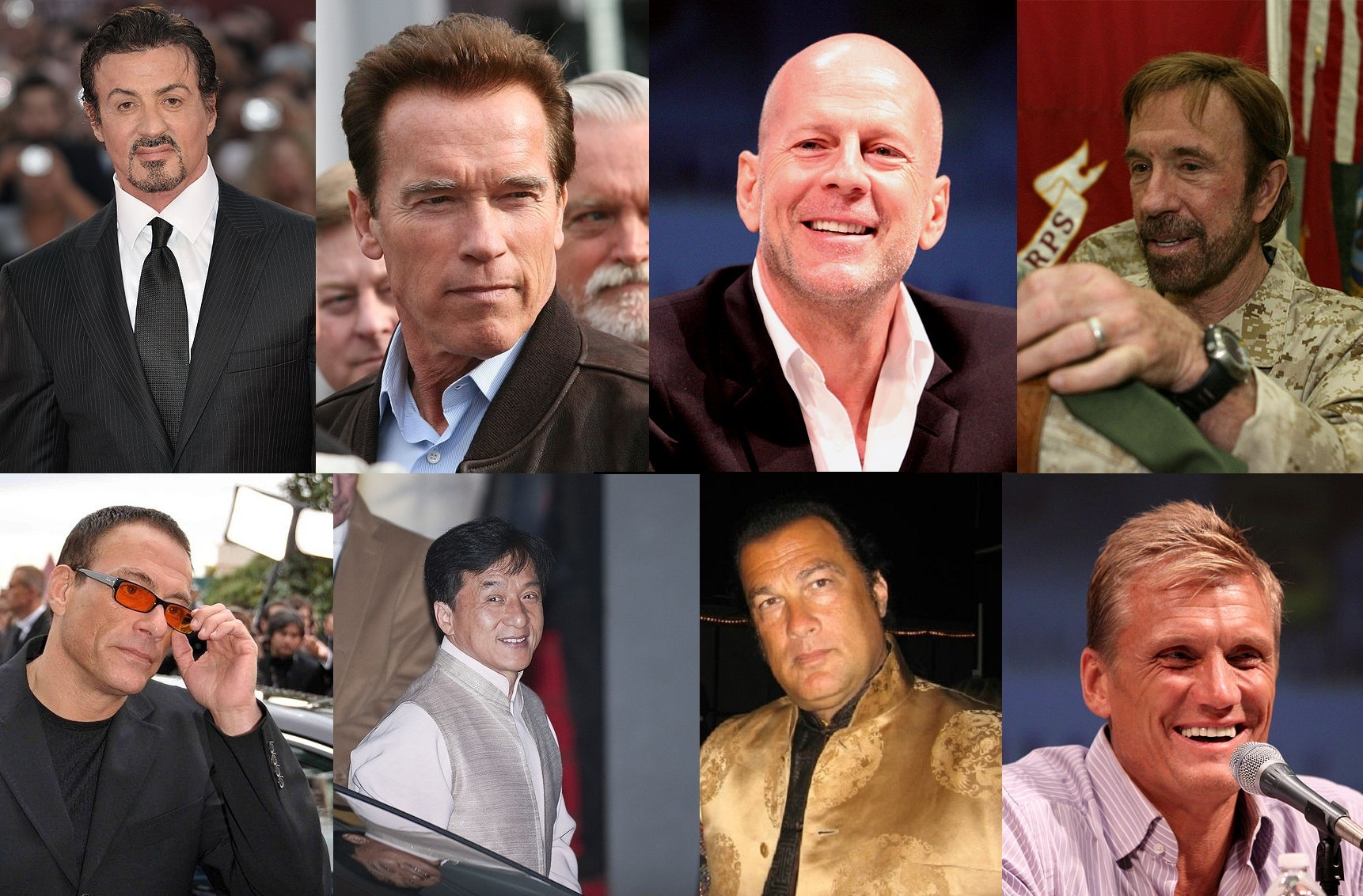
Sylvester Stallone, Arnold Schwarzenegger, Bruce Willis, Chuck Norris, Jean-Claude Van Damme, Jackie Chan, Steven Seagal e Dolph Lundgren estão entre os principais atores do gênero.

Embora o termo "filme de ação" ou "filme de ação e aventura" tenha sido usado já na década de 1910, a definição contemporânea geralmente se refere a um filme que surgiu com a chegada da Nova Hollywood e a ascensão de anti-heróis que aparecem em filmes americanos do final dos anos 1960 e 1970, baseados em filmes de guerra, policiais e faroestes.
Esses gêneros foram seguidos pelo que é conhecido como "período clássico" na década de 1980. Isto foi seguido pela era pós-clássica, onde os filmes de ação americanos foram influenciados pelo cinema de ação de Hong Kong e pelo uso crescente de imagens geradas por computador no cinema. Scott Higgins escreveu em 2008 no Cinema Journal que os filmes de ação são um dos gêneros de cinema contemporâneo mais populares e popularmente ridicularizados, afirmando que "no discurso dominante, o gênero é regularmente criticado por favorecer o espetáculo em vez da narrativa bem ajustada". Bordwell repetiu isso em seu livro The Way Hollywood Tells It, escrevendo que a recepção ao gênero é "o emblema do que Hollywood faz de pior".
No Journal of Film and Video, Lennart Soberson afirmou que o gênero filme de ação tem sido objeto de debate acadêmico desde a década de 1980. Soberson escreveu que características repetidas do gênero incluem sequências de perseguição, lutas, tiroteios, explosões e acrobacias, enquanto outros estudiosos afirmaram que havia características mais subjacentes que definem o gênero. Detratores como David Bordwell em The Way Hollywood Tells It afirmam que o público "aprende que o espetáculo é mais do que a narrativa" no cinema de ação, enquanto Wheeler Winston Dixon repetiu que esses filmes foram tipificados pelo "espetáculo excessivo" como uma "tentativa desesperada de mascarar a falta de conteúdo". Geoff King argumentou que o espetáculo também pode ser um veículo para a narrativa, em vez de interferir nela. Soberson afirmou que Harvey O'Brien tinha "talvez a compreensão mais convincente do gênero", afirmando que o filme de ação era "melhor entendido como uma fusão de forma e conteúdo", assim representando a ideia e a ética da ação através de uma forma na qual "a ação, agitação e movimento são fundamentais".
O'Brien escreveu ainda em seu livro Action Movies: The Cinema of Striking Back ("Filmes de ação: o cinema de contra-ataque", em tradução livre) para sugerir que os filmes de ação sejam únicos e não apenas uma série de sequências de ação, afirmando que havia diferenças marcantes entre Caçadores da Arca Perdida (1981) e Duro de Matar (1988), e que, embora ambos fossem grandes sucessos de bilheteria de Hollywood, com o herói afirmando a masculinidade e superando obstáculos para uma solução pessoal e social, John McClane em Duro de Matar disparando repetidamente sua pistola automática enquanto balançava em um arranha-céu não era congruente com a imagem de Indiana Jones em Raiders balançando seu chicote para afastar vilões nas ruelas do Cairo.